# Albert Hößler
Albert Hößler (Mühlau, 11 oktober 1910 - Berlijn, 22 december 1942) was een Duits communist en verzetsstrijder tegen het naziregime.
In 1928, volgens andere bronnen in 1927, sloot Hößler zich aan bij de communistische jeugdbond (Kommunistischer Jugendverband, KJVD). Twee jaar later werd hij lid van de KPD, namens welke Hößler in 1932 gemeenteraadslid werd in Göppersdorf bij Burgstädt. Hij werd op 12 december 1932 gearresteerd in verband met een demonstratie van werklozen voor het gerecht in Burgstädt, waarbij het tot schermutselingen tussen demonstranten en politie was gekomen. Tot 12 januari 1933 bleef Hößler in voorarrest. Na de machtswisseling van maart 1933 werd hij opnieuw gearresteerd en in de politiegevangenis van Chemnitz ingesloten. Op grond van een vergissing (persoonsverwisseling) kwam hij vrij en vluchtte daarop naar Tsjecho-Slowakije. 
In 1934 keerde Hößler terug naar Duitsland en organiseerde verzetsgroepen in het Ruhrgebied. Nadat begin 1935 massale arrestaties plaatsvonden, vluchtte hij via België naar Nederland, vanwaar hij naar de Sovjet-Unie vertrok. In Moskou volgde hij van oktober 1935 tot begin 1937 les aan de internationale Leninschool.
In april 1937 dook Hößler op in de burgeroorlog in Spanje. Hij maakte er deel uit van het Hans Beimler-bataljon van de 11e Internationale Brigade. In juni 1937 werd hij zwaargewond aan het Guadalajara-front. Via het lazaret kwam hij in een Parijs ziekenhuis en vervolgens, in 1939, in een sanatorium in Moskou. Hier werkte hij in een fabriek in Tsjeljabinsk, waar hij in het huwelijk trad met de arts Klavdia Rubzova.
Nadat Duitsland de aanval op de Sovjet-Unie begon, meldde Hößler zich als vrijwilliger bij het Rode Leger. In Moskou, Oefa en Rjazan werd hij opgeleid om achter het front in Duitsland te worden ingezet. Op 5 augustus 1941 sprong hij met zijn parachute, in Wehrmachtuniform, bij Gomel in Wit-Rusland achter de Duitse linies. Via Warschau en Posen reisde hij naar Berlijn en nam er contact op met de Rote Kapelle. Hij was er in 1942 telegrafist. In augustus 1942 dook hij enige tijd onder bij Elisabeth en Kurt Schumacher. Nadat de groep waartoe hij behoorde in de loop van augustus 1942 was ontdekt, werd ook Hößler uiteindelijk eind september 1942 door de Gestapo gearresteerd.
De omstandigheden van overlijden van Albert Hößler zijn onbekend. Vermoedelijk is hij tijdens een verhoor vermoord.
In Berlijn-Lichtenberg is een straat naar hem genoemd. De zich in Maagdenburg bevindende Albert-Hößler-Straße werd na het einde van de DDR hernoemd in de oude straatnaam 'Springe'. Ook was er een Oost-Duitse kazerne naar hem vernoemd.
- Gemeinsame Normdatei: 118705733
- International Standard Name Identifier: 0000 0000 1055 1448
- Virtual International Authority File: 69724025
- WorldCat: E39PBJv4p3Jk3DvGyYjtMRJMT3